# Synagoge (Rachtig)
Die Synagoge in Rachtig wurde um 1910 in der Bahnhofstraße 20 errichtet. Bei den Novemberpogromen 1938 wurde die Synagoge verwüstet. Kurze Zeit später wurde die Synagoge an einen Privatmann verkauft und zu einem Lager umgebaut. In den 1950er Jahren wurde das Gebäude abgerissen und ein Wohnhaus auf dem Grundstück errichtet.

## Synagoge
Im Jahr 1850 wird ein eigener Betsaal in Rachtig erwähnt. Bis dahin besuchten die Mitglieder der jüdischen Gemeinschaft die Synagoge in Zeltingen. 10 Jahre später wurde von der jüdischen Gemeinde, die zwischenzeitlich eine eigenständige Kultusgemeinde geworden war,  der Plan zur Erbauung einer eigenen Synagoge gefasst. 1862 genehmigten die Behörden die Durchführung einer Kollekte, da die Gemeinde alleine die Baukosten nicht aufbringen konnte. Errichtet wurde die Synagoge allerdings erst um 1910 in der Bahnhofstraße 20. Ab 1920, nachdem die Kultusgemeinden Rachtig und  Zeltingen wieder zu einer Kultusgemeinde verschmolzen waren, wurden die Gottesdienste abwechselnd in der Synagoge Rachtig und der Synagoge Zeltingen abgehalten. Bei der Synagoge handelte es sich um einen zweigeschossigen Bruchsteinbau, in dessen Obergeschoss vermutlich eine Wohnung und der Schulraum untergebracht waren. Die Fenster im Obergeschoss waren einfache Rechteckfenster. Im Erdgeschoss befanden sich Rundbogenfenster. Die Ostwand bildete eine dreiseitige Apsis in deren Seitenwänden je ein Rundbogenfenster und in der abschließenden Wand ein Rundfenster eingelassen war. Bei den Novemberpogromen 1938 wurde die Synagoge von Mitgliedern der SA verwüstet. Der Versuch, die Synagoge in Brand zu setzen, schlug allerdings fehl. Kurze Zeit später wurde das Gebäude an einen Privatmann verkauft und zu einem Lager umgebaut. In den 1950er Jahren wurde die ehemalige Synagoge abgerissen und auf dem Grundstück ein Wohnhaus errichtet.

## Jüdische Gemeinde Rachtig
Bis 1853 bildeten die jüdischen Gemeinschaften der Gemeinden Rachtig, Zeltingen und Lösnich eine Kultusgemeinde. Ab diesem Zeitpunkt hatte die jüdische Gemeinde Rachtig den Status einer eigenständigen Kultusgemeinde inne. 1920 schlossen sich die beiden Kultusgemeinden Rachtig und Zeltingen wieder zu einer Kultusgemeinde zusammen, da in beiden Orten die Zahl der jüdischen Gemeindemitglieder stark zurückgegangen war. Die Gemeinde verfügte über eine Religionsschule. Zeitweise war ein eigener Religionslehrer angestellt, der auch die Aufgaben des Vorbeters und Schochet innehatte. Die Verstorbenen wurden bis ca. 1876 auf dem  alten jüdischen Friedhof in Zeltingen beigesetzt. Ab 1876 dann auf dem neu angelegten jüdischen Friedhof in Zeltingen. Ab 1933, nach der Machtergreifung Adolf Hitlers, wurden die jüdischen Einwohner immer mehr entrechtet. Zudem kam es immer wieder zu antijüdischen Aktionen, die in den Novemberpogromen 1938 ihren Höhepunkt fanden. Dies hatte zur Folge, dass bis 1939 alle jüdischen Familien die Gemeinde verließen.

### Entwicklung der jüdischen Einwohnerzahl
| Jahr | Juden | Jüdische Familien | Bemerkung |
| ---- | ----- | ----------------- | --------- |
| 1808 | 17    |                   |           |
| 1833 | 44    |                   |           |
| 1843 | 46    |                   |           |
| 1924 | 39    |                   |           |
| 1933 | 31    |                   |           |

Quelle: alemannia-judaica.de; jüdische-gemeinden.de
Das Gedenkbuch – Opfer der Verfolgung der Juden unter der nationalsozialistischen Gewaltherrschaft 1933–1945 und die Zentrale Datenbank der Namen der Holocaustopfer von Yad Vashem führen 14 Mitglieder der jüdischen Gemeinschaft Rachtig (die dort geboren wurden oder zeitweise lebten) auf, die während der Zeit des Nationalsozialismus ermordet wurden.